# Гемадипса
Гемадипса (лат. Haemadipsa) — род челюстных, или бесхоботных пиявок из семейства Haemadipsidae. Эти кольчатые черви распространены в субтропических и тропических регионах Индийского и Тихого океанов. Haemadipsa питаются кровью. Присасывания приводят к длительному кровотечению вследствие выделение пиявками противосвёртывающего вещества гирудина.

## Виды
Род включает следующие виды:
- Haemadipsa cavatuses
- Haemadipsa cochiniana
- Haemadipsa crenata
- Haemadipsa hainana
- Haemadipsa interrupta
- Haemadipsa japonica
- Haemadipsa limuna
- Haemadipsa moorei
- Haemadipsa montana
- Haemadipsa ornata
- Haemadipsa picta
- Haemadipsa rjukjuana
- Haemadipsa sumatrana
- Haemadipsa sylvestris
- Haemadipsa trimaculosa
- Haemadipsa zeylanica